# Littlefork
Littlefork ist eine Kleinstadt (mit dem Status „City“) im Koochiching County im Norden des US-amerikanischen Bundesstaates Minnesota. Das U.S. Census Bureau hat bei der Volkszählung 2020 eine Einwohnerzahl von 553 ermittelt.

## Geografie
Littlefork liegt im Norden Minnesotas unweit der kanadischen Grenze am Little Fork River, einem Nebenfluss des Rainy River. Der Ort liegt auf 48°23′56″ nördlicher Breite, 93°33′21″ westlicher Länge und erstreckt sich über 3,08 km².
Benachbarte Orte von Littlefork sind Pelland (15,6 km nördlich), Ray (26,3 km östlich), Big Falls (32,9 km südwestlich) und Lindford (18,5 km westlich).
Die nächstgelegenen größeren Städte sind Fargo in North Dakota (363 km südwestlich), Winnipeg in der kanadischen Provinz Manitoba (371 km nordwestlich), Thunder Bay am Oberen See in der kanadischen Provinz Ontario (383 km östlich), Duluth (259 km südsüdöstlich) und Minneapolis (446 km südlich).
Die Grenze zu Kanada befindet sich 16 km nördlich.

## Verkehr
Der U.S. Highway 71 führt in nordost-südwestlicher Richtung an Littlefork vorbei. Im Stadtgebiet treffen die Minnesota State Routes 17 und 65 zusammen. Alle weiteren Straßen sind untergeordnete und teils unbefestigte Fahrwege sowie innerörtliche Verbindungsstraßen.
Am nordwestlichen Ortsrand von Littlefork befindet sich mit dem Littlefork Municipal/Hanover Airport ein kleiner Regionalflugplatz. Die nächsten Großflughäfen sind der Hector International Airport in Fargo (363 km südwestlich), der Winnipeg James Armstrong Richardson International Airport (379 km nordwestlich), der Thunder Bay Airport (381 km östlich) und der Minneapolis-Saint Paul International Airport (459 km südlich).

## Geschichte
Im späten 19. Jahrhundert kamen die ersten weißen Siedler in die Region und siedelten entlang des Little Fork River, da die Flüsse damals die einzige Verkehrsanbindung bildeten. Der Holzeinschlag und die damit einhergehende Verarbeitung bildete damals den wichtigsten Wirtschaftszweig.
Im Jahr 1904 wurde der Wunsch der Bewohner den zuständigen Behörden im County und dem Bundesstaat präsentiert, eine selbstständige Kommune zu gründen. Dem Wunsch wurde stattgegeben und das Village of Littlefork wurde inkorporiert. Im Jahr 1974 wurde Littlefork der nun für alle selbstständigen Kommunen Minnesotas einzige Status „City“ verliehen.

## Demografische Daten
Nach der Volkszählung im Jahr 2010 lebten in Littlefork 647 Menschen in 258 Haushalten. Die Bevölkerungsdichte betrug 210,1 Einwohner pro Quadratkilometer. In den 258 Haushalten lebten statistisch je 2,33 Personen.
Ethnisch betrachtet setzte sich die Bevölkerung zusammen aus 99,1 Prozent Weißen, 0,2 Prozent Afroamerikanern, 0,3 Prozent amerikanischen Ureinwohnern sowie 0,2 Prozent aus anderen ethnischen Gruppen; 0,3 Prozent stammten von zwei oder mehr Ethnien ab. Unabhängig von der ethnischen Zugehörigkeit waren 0,6 Prozent der Bevölkerung spanischer oder lateinamerikanischer Abstammung.
23,0 Prozent der Bevölkerung waren unter 18 Jahre alt, 53,2 Prozent waren zwischen 18 und 64 und 23,8 Prozent waren 65 Jahre oder älter. 54,3 Prozent der Bevölkerung war weiblich.

Das mittlere jährliche Einkommen eines Haushalts lag bei 47.692 USD. Das Pro-Kopf-Einkommen betrug 25.258 USD. 9,1 Prozent der Einwohner lebten unterhalb der Armutsgrenze.

## Persönlichkeiten
- Tim M. Babcock (1919–2015), ehemaliger Gouverneur von Montana